# Andrij Bojko
Andrij Borysowycz Bojko, ukr. Андрій Борисович Бойко (ur. 27 kwietnia 1981 w Białej Cerkwi) – ukraiński piłkarz, grający na pozycji obrońcy.

## Kariera piłkarska

### Kariera klubowa
Wychowanek klubu Krywbas Krzywy Róg. W 1997 rozpoczął karierę piłkarską w miejscowej drużynie Roś Biała Cerkiew. Na początku 2003 został piłkarzem Illicziwca Mariupol, w składzie której 9 marca 2003 debiutował w Ukraińskiej Wyższej Lidze w meczu z Krywbasem Krzywy Róg (2:0). W latach 2006–2007 występował w Krywbasie Krzywy Róg, Stali Ałczewsk i Zakarpattia Użhorod. Latem 2007 roku przeniósł się do Tawrii Symferopol. Latem 2008 roku zawodnik doznał poważnych problemów zdrowotnych (międzykręgowa przepuklina). Po przejściu operacji w Niemczech, piłkarz nie był w stanie powrócić do poprzedniego stanu fizycznego i przestał trafiać do pierwszej jedenastki. W styczniu 2009 roku w drodze wzajemnego porozumienia z Tawriją piłkarz otrzymał status wolnego agenta. 29 stycznia 2009 podpisał kontrakt z Worskłą Połtawa. Podczas przerwy zimowej sezonu 2009/10 powrócił do Zakarpattia Użhorod. Latem 2011 opuścił zakarpacki klub, był na testach w rosyjskim Torpedzie Moskwa, ale w końcu został piłkarzem Metałurha Zaporoże. W grudniu 2012 jako wolny agent opuścił Metałurh.

### Kariera reprezentacyjna
W 2003 był powoływany do młodzieżowej reprezentacji Ukrainy, ale nie rozegrał żadnego meczu.

## Sukcesy i odznaczenia

### Sukcesy klubowe
- wicemistrz Pierwszej Lihi Ukrainy: 2007
- zdobywca Pucharu Ukrainy: 2009